# Braid (banda)
Braid foi uma banda de post-hardcore de Illinois formada em 1993.